# Nordwestdeutscher Rundfunk
La Nordwestdeutscher Rundfunk (NWDR, "Radio nord-ouest-allemand" en français) était un organisme de droit public basé à Hambourg, émettant sur cette ville, la Basse-Saxe, le Schleswig-Holstein et la Rhénanie-du-Nord-Westphalie ainsi que jusqu'en 1954 sur Berlin-Ouest.
En 1955, la NWDR est divisée en deux : la NDR au nord et la WDR à l'ouest. Elle existe encore jusqu'à leurs premières émissions le 1er janvier 1956.
La NWDR était un membre de la Communauté de travail des établissements de radiodiffusion de droit public de la République fédérale d'Allemagne (ARD).

## Histoire

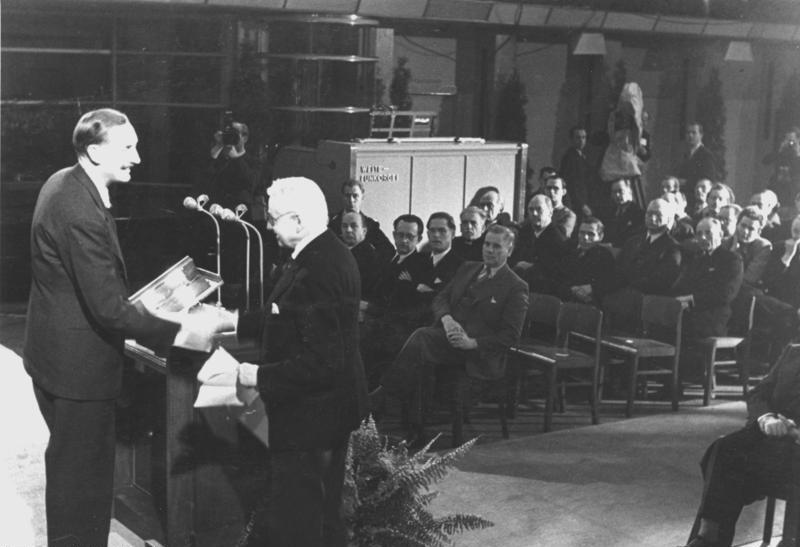
Cérémonie de remise de la NWDR des Anglais aux Allemands le 30 décembre 1947

La Zone d'occupation britannique en Allemagne

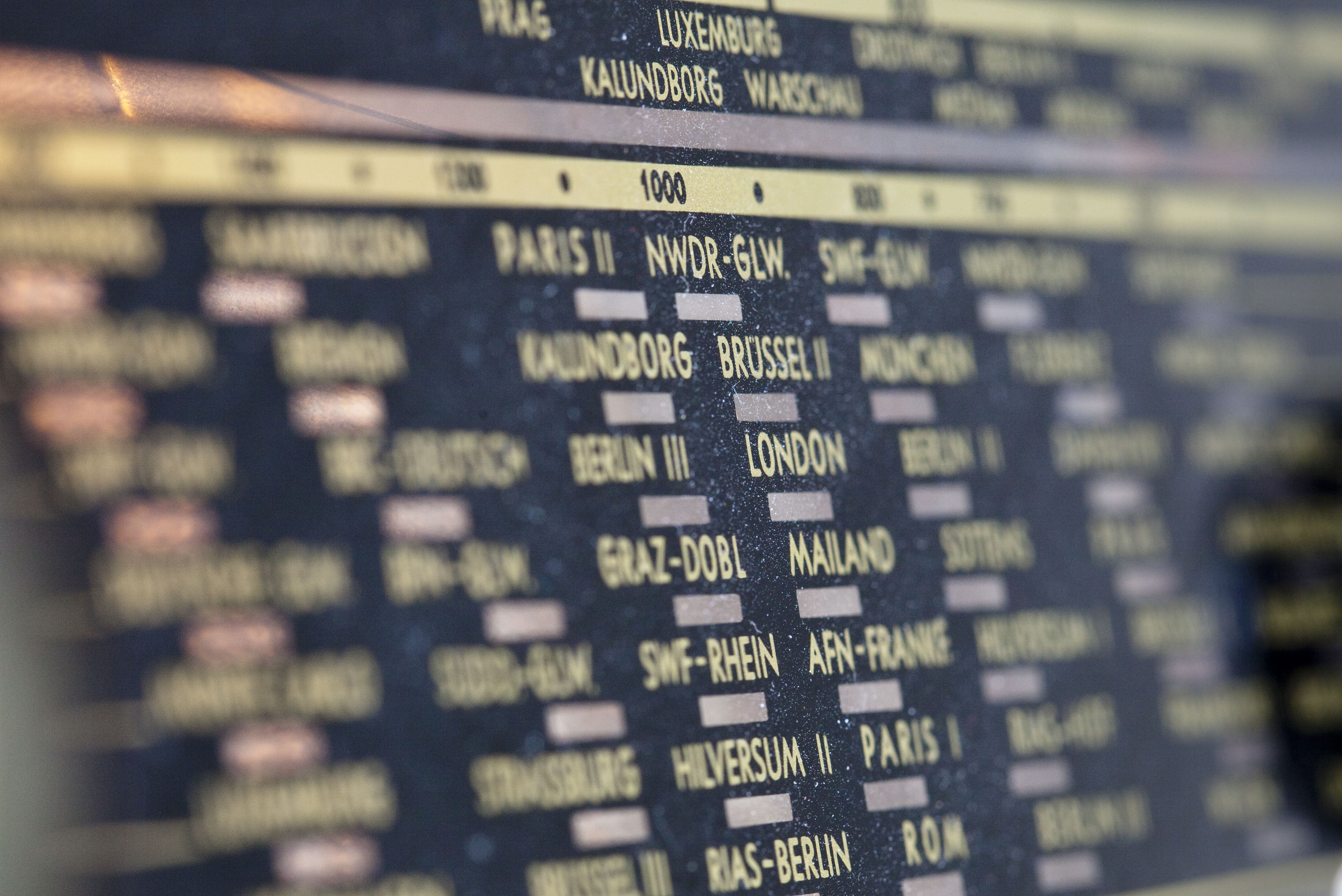
Récepteur de radio radio tube du début des années 1950 avec les programmes allemands.

La NWDR est créée à partir de la Nordische Rundfunk AG (de) (NORAG) fondée en 1924 à Hambourg. Peu avant la fin de la Seconde Guerre mondiale, le 4 mai 1945, le gouvernement militaire de la Zone d'occupation britannique en Allemagne crée Radio Hamburg qui devient le 22 septembre 1945 la Nordwestdeutscher Rundfunk sous la direction de Hugh Carleton Greene sur l'ensemble de la zone.
En 1948, la NWDR est remise aux Allemands et devient une institution publique pour les Länder de Hambourg, Basse-Saxe, Schleswig-Holstein, Rhénanie du Nord-Westphalie et à Berlin. Le premier directeur général allemand est Adolf Grimme. Comme Brême et Bremerhaven sont des exclaves de la Zone d'occupation américaine en Allemagne, Radio Bremen ne fait pas partie de la NWDR.
À ses débuts, la NWDR émet un seul programme (qui sera la NWDR1). En 1950 apparaissent deux stations radios régionales la NWDR Nord (UKW Nord puis NDR 2) et la NWDR West (UKW West puis WDR 2). La même année, la NWDR est membre fondateur de l'ARD. Le 6 avril 1950, la NWDR inaugure ses studios en Westphalie à Dortmund. 24 % des auditeurs de la NWDR vivent en Westphalie.
En 1952, la NWDR participe au retour de la télévision en Allemagne, par un programme quotidien le 25 décembre 1952, quatre jours après la DFF en RDA. Auparavant, elle avait des essais de diffusion de programmes depuis le 27 novembre 1950 sur une durée de 31 188 minutes. Le lendemain, elle retransmet le match de la Coupe d'Allemagne de football opposant le FC Sankt Pauli au Sportfreunde Hamborn 07, ce qui en fait le premier match de football diffusé en direct en Allemagne. En 1953, les premiers tests pour la diffusion en soirée ont lieu.
Le 1er juin 1954, Sender Freies Berlin, à Berlin-Ouest, devient autonome de la NWDR.
En février 1955, les Länder de Hambourg, Basse-Saxe, Schleswig-Holstein et Rhénanie du Nord-Westphalie décident d'organismes pour chaque région. En conséquence, la NWDR est divisée en deux chaînes indépendantes. La NDR diffuse sur Hambourg, la Basse-Saxe, le Schleswig-Holstein et la WDR, basée à Cologne, sur la Rhénanie-du-Nord-Westphalie. Après janvier 1956, l'organisme subsiste dans la production de programmes en commun.
Le secteur télévision de la NWDR devient le 1er avril 1956 la Nord- und Westdeutscher Rundfunkverband (de) jusqu'en 1961. Elle sera à son tour divisée entre les régions en 1961.

## Programmes
La NWDR diffuse jusqu'en 1955, trois programmes de radio:
- NWDR 1: programme commun sur les ondes moyennes et FM pour l'ensemble de la zone de couverture
- NWDR Nord (mieux connu comme UKW-Nord): programmes régionaux pour le nord de l'Allemagne depuis Hambourg.
- NWDR West ((mieux connu comme UKW-West): programmes régionaux pour la Rhénanie-du-Nord-Westphalie depuis Cologne.

Par ailleurs, les programmes de télévision participent à la mise en place de la Deutsches Fernsehen.

## Orchestres
- NWDR-Sinfonieorchester, fondé en 1945, aujourd'hui Orchestre symphonique de la NDR
- Rundfunkorchester Hamburg, créé en 1946 et dissous en 1964.
- Rundfunkorchester Hannover des NWDR, aujourd'hui Orchestre philharmonique de la NDR.

## Source de la traduction
- (de) Cet article est partiellement ou en totalité issu de l’article de Wikipédia en allemand intitulé « Nordwestdeutscher Rundfunk » (voir la liste des auteurs).